# ژاژا گابور
ژاژا گابور (انگلیسی: Zsa Zsa Gabor؛ زادهٔ ۶ فوریهٔ ۱۹۱۷ – درگذشتهٔ ۱۸ دسامبر ۲۰۱۶) هنرپیشه و فعال مُد اهل مجارستان و ایالات متحده آمریکا بود. وی بین سال‌های ۱۹۳۲ تا ۱۹۹۷ میلادی فعالیت می‌کرد. او بیشتر شهرتش را نه به پرده سینما بلکه مدیون سبک زندگی خبرسازش بود.

## زندگی

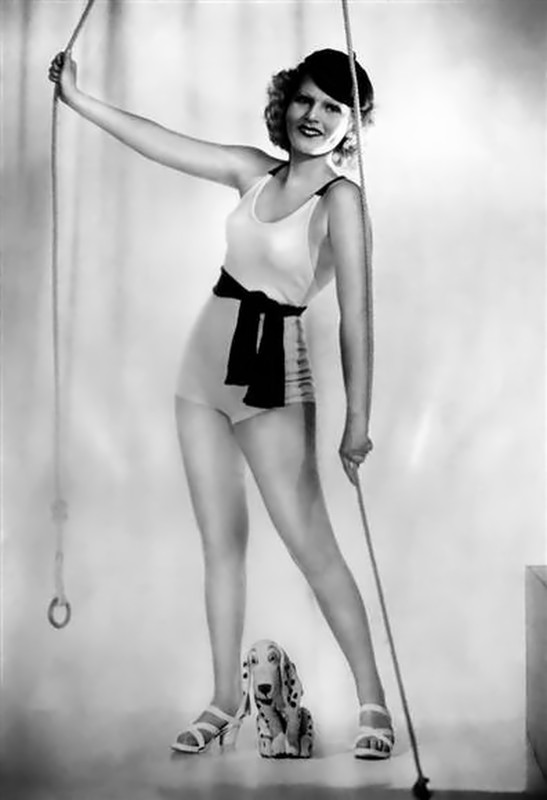
ژاژا گابور در سال ۱۹۳۶

ژاژا گابور در ششم فوریه سال ۱۹۱۷ در بوداپست مجارستان زاده شد و در جریان جنگ جهانی دوم به آمریکا مهاجرت کرد.
او در بیش از هفتاد فیلم نقش آفرینی کرد اما بیشتر از آن که به علت فیلم‌هایش شهرت یابد، به علت ۹ بار ازدواجش خبرساز می‌شد. گابور برای نخستین بار در سن ۲۰ سالگی و برای آخرین بار در سن ۷۰ سالگی ازدواج کرد. دربارهٔ او گفته شده که ژاژا بهترین نقشی که بازی کرد نقش خودش بود.

## رسوایی
گابور در سال ۱۹۸۹، زمانی که ملکه زیبایی بود، به خاطر تخلف رانندگی توسط پلیس متوقف و بعلت حمله به افسر پلیس دستگیر شد. ژاژا گابور به سه روز زندان محکوم شد و در آخر دادگاه مدنی گابور را در سال ۱۹۹۱ آزاد کرد.

## فیلم‌شناسی
از فیلم‌ها یا برنامه‌های تلویزیونی که وی در آن نقش داشته‌است می‌توان به نشانی از شر، مولن روژ و لیلی اشاره کرد. فیلم سینمایی مولن روژ به کارگردانی جان هیوستون یکی از برجسته‌ترین نقش آفرینی‌های ژاژا گابور بود.

## مرگ
ژاژا گابور در ۱۸ دسامبر سال ۲۰۱۶، در سن ۹۹ سالگی به علت سکته قلبی درگذشت. در بهار ۲۰۱۸ اعلام شد که تقریباً ۱۰۰۰ مورد از اموال گابور مزایده و به فروش خواهد رفت. اموال وی شامل یک مجموعه شامپاین ۱۰۴ قطعه و برخی از جواهرات مورد علاقه اش بود.